# Dipturus macrocauda
Dipturus macrocauda  (лат.) — вид хрящевых рыб семейства ромбовых скатов отряда скатообразных. Обитают в северо-западной части Тихого океана. Встречаются на глубине до 800 м. Их крупные, уплощённые грудные плавники образуют диск в виде ромба со удлинённым и заострённым рылом. Максимальная зарегистрированная длина 120 см. Размножаются, откладывая яйца.

## Таксономия
Впервые вид был научно описан в 1955 году как Raja macrocauda. Видовой эпитет происходит от др.-греч. μακρός — «длинный» и лат. cauda — «хвост». 

## Ареал
Эти редкие батидемерсальные скаты обитают у берегов Японии, Кореи, Тайваня и Китая, в Восточно-Китайском и в Японском море. Встречаются на глубине 300—800 м. Предпочитают песчаное дно.

## Описание
Широкие и плоские грудные плавники этих скатов образуют ромбический диск с треугольным вытянутым рылом и закруглёнными краями. На вентральной стороне диска расположены 5 жаберных щелей, ноздри и рот. На длинном хвосте имеются латеральные складки. У этих скатов 2 редуцированных спинных плавника и редуцированный хвостовой плавник. Максимальная зарегистрированная длина 120 см.

## Биология
Подобно прочим ромбовым эти скаты откладывают яйца, заключённые в жёсткую роговую капсулу с выступами на концах. Длина капсулы 13,0—14,6 см, а ширина 6,0—8,0 см. Эмбрионы питаются исключительно желтком. Недавно вылупившиеся скаты имеют тенденцию следовать за крупным объектом, подобным их матери.

## Взаимодействие с человеком
Не являются объектом целевого лова. Вероятно попадаются в качестве прилова в ходе промысла донными тралами. Данных для оценки Международным союзом охраны природы охранного статуса вида недостаточно.